# Paul Wirz (Kaufmann)

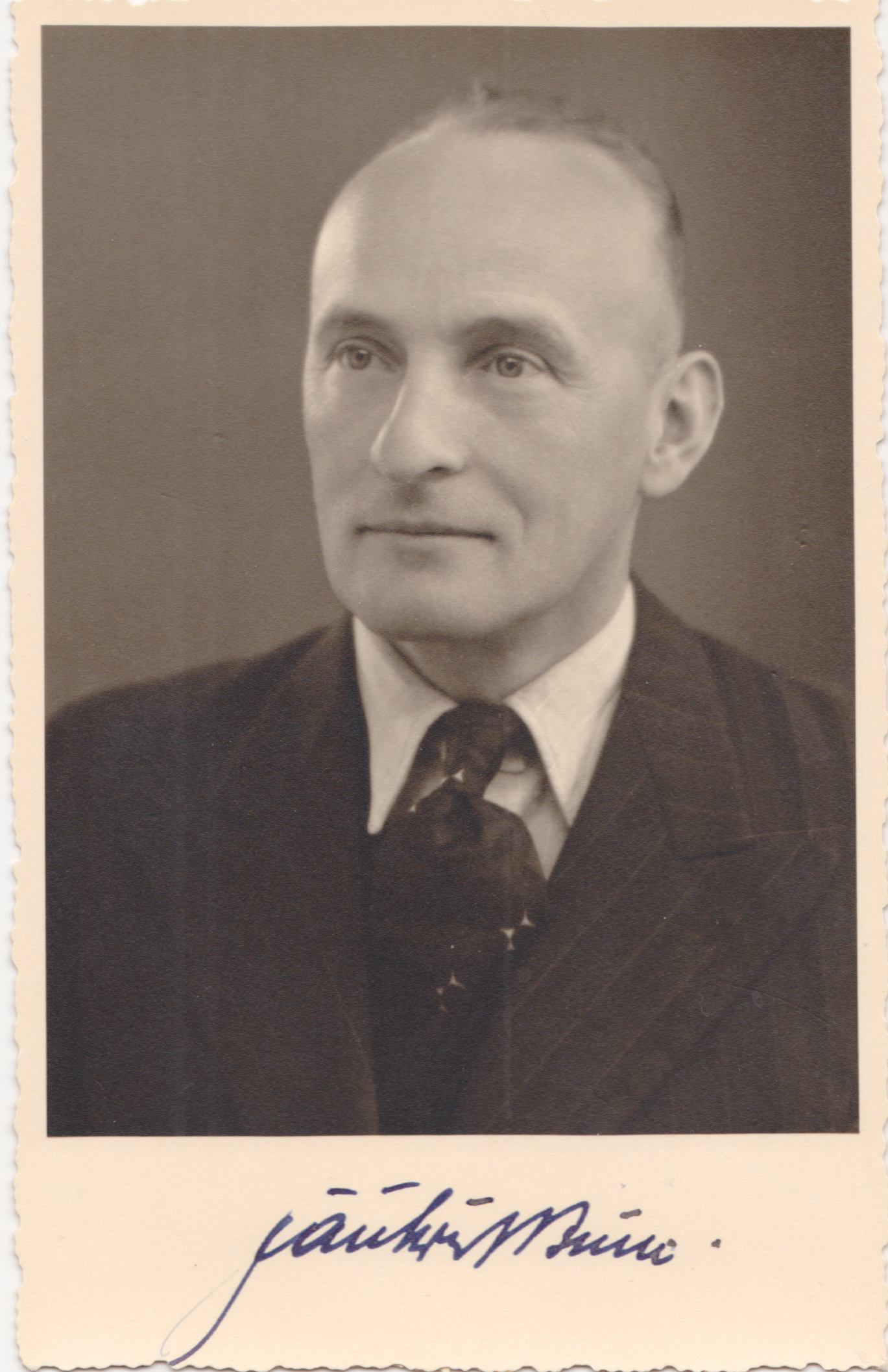
Paul Wirz-Burri

Paul Wirz, oft auch Paul Wirz-Burri (* 10. November 1895 in Othmarsingen, Kanton Aargau; † 20. Oktober 1968 in Hünibach, Gemeinde Hilterfingen, Kanton Bern) war ein Schweizer Einzelhandelskaufmann und Verbandsfunktionär. Er legte grosses Gewicht auf die Ausbildung des Verkaufspersonals und setzte die offizielle Anerkennung des Berufes durch.

## Leben
Paul Wirz wurde als Sohn des Lebensmittelhändlers Emil Wirz und der Louise, geborene Marti, in Othmarsingen (Kanton Aargau) geboren. Nach der Bezirksschule absolvierte er eine dreijährige kaufmännische Lehre bei der Kolonialwarenfirma Bertschinger in Lenzburg (Kanton Aargau) und erweiterte seine Berufs- und Französischkenntnisse an der Kantonalen Handelsschule in Lausanne.
1919 gründete Paul Wirz gemeinsam mit Josef Pfister eine Schuhfirma mit einem Laden in Solothurn und einer Fabrik für flexible «Bernina»-Sandalen in Oberbuchsiten. Doch bereits drei Jahre später wurde die Firma wieder liquidiert.
Am 29. März 1920 heiratete er Margrith Burri; am 31. Dezember 1920 kam Sohn Peter Paul in Oberbuchsiten zur Welt.
Auf den 1. Oktober 1922 erwarb Paul Wirz-Burri einen Spezereiladen am aufstrebenden Bifangplatz der Stadt Olten (Kanton Solothurn). Gleichzeitig wurde er Mitglied der Einkaufsgesellschaft Usego. 1937 liess er den Laden zum «Bifanghof» umbauen und erweitern. Paul Wirz-Burri führte das Geschäft zusammen mit seiner Gemahlin Margrith zunächst allein. 1945 stieg Sohn Peter Wirz-Horlacher in die Firma ein, 1957 übernahm dieser das Geschäft.
Nach dem Tod seiner Gattin Margrith im Jahr 1956 verheiratete sich Paul Wirz mit Louise Zwahlen.

## Engagements in den Berufsverbänden
An seinem Wohnort wirkte Paul Wirz-Burri als Präsident des Spezereihändlerverbandes Olten und als Vorstandsmitglied des Rabattvereins Olten. Im nationalen Verband Schweizerischer Spezereihändler (gegründet am 10. Juni 1900 in Zürich), in dem sich die selbständigen Lebensmittel-Detaillisten zusammenschlossen, übernahm er im Zentralvorstand das Präsidium der Bildungskommission und setzte sich in dieser Funktion stark für die Berufsbildung ein. Er gründete 1926 die Verkäuferinnenschulen von Olten, Aarau und Zofingen und initiierte die eidgenössische Meisterprüfung (Höhere Fachprüfung) für Detailhandelskaufleute ab 1938. Der Verband schuf zudem ein Berufsbildungszentrum «La Mouette» in Veytaux-Chillon bei Montreux am Genfersee, dessen Leitung Paul Wirz-Burri für sieben Jahre übernahm.
Am nationalen Kongress 1941 wurde Paul Wirz-Burri zum Zentralpräsidenten des Verbands Schweizerischer Spezereihändler gewählt. Unter seiner Leitung gab sich der Verband 1948 neue Statuten und den neuen Namen Schweizerischer Verband der Lebensmittel-Detaillisten (VELEDES). Er vertrat die Berufsinteressen zudem im Vorstand des Schweizerischen Gewerbeverbands. Wirz-Burri blieb Zentralpräsident des VELEDES bis 1958 (anschliessend Wahl zum Ehrenpräsidenten).
Nach einer Vorbereitungstagung 1925 in Lugano wurde 1927 in Berlin die Internationale Vereinigung der Lebensmitteldetaillisten (IVLD) gegründet, an deren Gründung Paul Wirz-Burri zusammen mit Gotthold Brandenberger, dem Direktor der Usego, massgeblich beteiligt war. An der Versammlung in Luzern 1947 wurde Wirz-Burri zum Präsidenten der IVLD gewählt.

## Werke
- Wegleitung für die Betriebslehre. Schweizerischer Detaillistenverband (Hg.). Bern 1940.
- Wie bestehe ich die höheren Fachprüfungen im Detailhandel: Leitfäden zur Vorbereitung. Schweizerischer Detaillistenverband (Hg.). Bern 1940.
- De Schuss isch dusse: Chumm cho luege! Information über die «Rollende Schau 1950», einer Jubiläumsaktion des Schweizerischen Verbandes der Lebensmitteldetaillisten. Bern 1950.

Mehrere Artikel in:
- Schweizerische Detaillisten-Zeitung: obligatorisches Organ des Schweizerischen Detaillistenverbandes und seiner Sektionen.
- Lebensmittel-Handel: offizielles Organ des schweizerischen Verbandes der Lebensmitteldetaillisten, Veledes.